# Edwin Castellanos
Edwin Arturo Castellanos Mendoza (Cochabamba, Bolivia; 25 de febrero de 1966) es un músico y político boliviano. Fue el alcalde de la ciudad de Cochabamba desde el 1 de junio de 2010 hasta el 24 de diciembre de 2014.

## Biografía
Edwin Castellanos nació en la ciudad de Cochabamba el 25 de febrero de 1966. Inició su actividad musical a los 4 años de edad en 1970, realizando estudios de piano. Aprendió a tocar la guitarra de manera autodidacta con la mano izquierda, ya que es zurdo de nacimiento.
En 1980, a sus 14 años, fundó el grupo Proyección Kjarkas, con el cual grabó dos discos larga duración. En 1983 fue invitado a integrar la histórica agrupación Kjarkas, donde permaneció alrededor de 11 años y con quienes grabó doce discos:
- Sol de los Andes
- Pueblos perdidos
- Los Kjarkas desde el Japón
- El amor y la libertad
- Chuquiagu marka
- Génesis aymará
- Sin palabras
- Los Andes...descubrió su rostro milenario
- Tecno Kjarkas
- El árbol de mi destino
- Hermanos
- A los 500 años

Con el afán de universalizar la música boliviana; cuatro de los integrantes de Kjarkas: Edwin Castellanos, Gastón Guardia, Fernando Torrico y Elmer Hermosa, bajo la dirección del músico argentino Bebu Silvetti (1944-2003) conformaron la agrupación Pacha y grabaron un único disco titulado Por un mundo nuevo.
A los diez meses se disuelve Pacha cuando dos de los integrantes ―Elmer Hermosa y Gastón Guardia― retornan a la agrupación Kjarkas. Edwin Castellanos, Fernando Torrico y Bebu Silvetti forman el grupo Tupay (palabra quechua que significa ‘punto de encuentro’).
En el CD Buscando paz, el mexicano Armando Manzanero les compone la canción titulada «De amor nadie muere» y realiza un dúo con Tupay en dicha canción. Los dos primeros CD son grabados en Estados Unidos para la compañía Forever Music. El tercer trabajo discográfico se titula Tupay folklore, grabado para la empresa Discolandia. Para grabar el cuarto CD, titulado Sin fronteras, Edwin Castellanos y Fernando Torrico crean su empresa discográfica Efecto Records. Montaron un estudio de grabación de alta tecnología en Cochabamba, su ciudad natal. El quinto CD se titula Antología de la Cueca, que es un homenaje a las 12 cuecas y sus autores más representativos de la historia de este ritmo. El sexto CD se titula Tupay carnaval, el séptimo es Folklore con vida, que incluye el éxito mundialmente conocido «El cholero», composición de Edwin Castellanos. El octavo CD fue Viernes de soltero y el último fue Tupay con corazón, que cuenta con la nueva primera voz de Tupay, Rimer Guachalla.
Edwin Castellanos es uno de los cantautores más reconocidos de la música popular y folclórica de América, con más de cien composiciones grabadas.
Fue candidato a la alcaldía de Cochabamba por el MAS (Movimiento al Socialismo). Ganó las elecciones y asumió el puesto de alcalde el 31 de mayo de 2010.
Castellanos fue elegido por el presidente Evo Morales para volver a ser candidato por el MAS, para las elecciones subnacionales del 29 de marzo de 2015, pero renunció a su candidatura el 29 de diciembre de 2014, señalando de una “decisión personal”.

## Efecto Records
Efecto Records es una compañía discográfica boliviana. Fue fundada en el año 2000 como la división musical, propiedad de Edwin Castellanos y Fernando Torrico. Actualmente es el sello principal de la banda Tupay.